# Gumda
Gumda (Nepali गुम्दा) ist ein Dorf und ein Village Development Committee (VDC) in Nepal im Distrikt Gorkha.
Das VDC Gumda erstreckt sich zwischen Westufer des Budhigandaki und dem Südosthang des Mansiri Himal.

## Einwohner
Bei der Volkszählung 2011 hatte das VDC Gumda 2303 Einwohner (davon 1061 männlich) in 535 Haushalten.

## Dörfer und Weiler
Gumda besteht aus mehreren Dörfern und Weilern. 
Die wichtigsten sind:
- Gumda (2020 m ⊙)
- Lapshibot (1700 m ⊙)
- Machhakhola (1635 m ⊙)